# Voleybol 1. Ligi 2018-2019 (maschile)
La Voleybol 1. Ligi 2018-2019 si è svolta dal 2018 al 2019: al torneo hanno partecipato ventotto squadre di club turche e la vittoria finale è andata per la prima volta al Bursa BB.

## Regolamento

### Formula
È prevista una regular season in cui le ventotto formazioni iscritte al torneo gareggiano in due gironi da quattordici squadre ciascuno, disputando gare di andata e ritorno per un totale di ventidue incontri:
- Le prime quattro classificate dei due gironi accedono alle semifinali dei play-off promozione, dove vengono nuovamente divise in due gruppi, questa volta da quattro squadre ciascuno, disputando un round-robin;
- Le prime due classificate alle semifinali dei play-off promozione accedono alla finale dei play-off promozione, che le vede protagoniste di un nuovo round-robin, concluso il quale le prime due classificate sono promosse in Efeler Ligi 2019-20;
- Le ultime quattro classificate di ciascun girone retrocedono direttamente in Voleybol 2. Ligi 2019-20.

## Torneo

### Regular season

#### Girone A - Classifica
| Pos. | Squadra              | Pt    | Pt bon | G  | V  | P  | SV | SP | Ratio | PF    | PS    | Ratio |
| ---- | -------------------- | ----- | ------ | -- | -- | -- | -- | -- | ----- | ----- | ----- | ----- |
| 1.   | Bursa BB             | 73,1  | 0,1    | 26 | 25 | 1  | 77 | 16 | 4,810 | 2 243 | 1 767 | 1,269 |
| 2.   | Beşiktaş             | 70,24 | 2,24   | 26 | 23 | 3  | 73 | 20 | 3,650 | 2 239 | 1 859 | 1,204 |
| 3.   | Milas                | 59,3  | 0,3    | 26 | 20 | 6  | 67 | 31 | 2,160 | 2 250 | 1 978 | 1,138 |
| 4.   | Alanya               | 55,2  | 0,2    | 26 | 19 | 7  | 64 | 33 | 1,940 | 2 248 | 2 053 | 1,095 |
| 5.   | TFL Altekma          | 51,66 | 1,66   | 26 | 17 | 9  | 57 | 36 | 1,580 | 2 175 | 1 910 | 1,139 |
| 6.   | Düzce                | 46    | 0      | 26 | 14 | 12 | 57 | 40 | 1,420 | 2 171 | 2 034 | 1,067 |
| 7.   | Bigadiç              | 42,26 | 0,26   | 26 | 14 | 12 | 52 | 47 | 1,110 | 2 196 | 2 186 | 1,005 |
| 8.   | Anadolu Üniversitesi | 35    | 0      | 26 | 12 | 14 | 47 | 52 | 0,900 | 2 131 | 2 168 | 0,983 |
| 9.   | İstanbul BB          | 34    | 0      | 26 | 11 | 15 | 46 | 57 | 0,810 | 2 217 | 2 277 | 0,974 |
| 10.  | Tofaş                | 29,84 | 1,84   | 26 | 9  | 17 | 34 | 58 | 0,590 | 1 958 | 2 042 | 0,959 |
| 11.  | BAL                  | 29    | 0      | 26 | 11 | 15 | 43 | 58 | 0,740 | 2 108 | 2 228 | 0,946 |
| 12.  | Seydişehir           | 15,1  | 0,1    | 26 | 4  | 22 | 25 | 69 | 0,360 | 1 956 | 2 161 | 0,905 |
| 13.  | Eğirdir Elma         | 12,3  | 0,3    | 26 | 3  | 23 | 21 | 69 | 0,300 | 1 782 | 2 138 | 0,834 |
| 14.  | Konya BB             | 0,4   | 0,4    | 26 | 0  | 26 | 1  | 78 | 0,010 | 1 100 | 1 973 | 0,558 |

      Qualificata ai play-off promozione.
      Retrocessa.

#### Girone B - Classifica
| Pos. | Squadra         | Pt    | Pt bon | G  | V  | P  | SV | SP | Ratio | PF    | PS    | Ratio |
| ---- | --------------- | ----- | ------ | -- | -- | -- | -- | -- | ----- | ----- | ----- | ----- |
| 1.   | Palandöken      | 66,4  | 0,4    | 26 | 23 | 3  | 70 | 18 | 3,890 | 2 127 | 1 736 | 1,225 |
| 2.   | Sorgun          | 56,4  | 0,4    | 26 | 18 | 8  | 63 | 33 | 1,910 | 2 217 | 2 001 | 1,108 |
| 3.   | Akkuş           | 56,3  | 0,3    | 26 | 20 | 6  | 63 | 34 | 1,850 | 2 253 | 2 075 | 1,086 |
| 4.   | Solhan          | 53    | 0      | 26 | 18 | 8  | 58 | 31 | 1,870 | 2 099 | 1 869 | 1,123 |
| 5.   | Ziraat Bankası  | 46    | 0      | 26 | 14 | 12 | 57 | 44 | 1,300 | 2 231 | 2 144 | 1,041 |
| 6.   | Haliliye        | 45,1  | 0,1    | 26 | 15 | 11 | 53 | 41 | 1,290 | 2 192 | 2 046 | 1,071 |
| 7.   | Gümüşhane Torul | 41,2  | 0,2    | 26 | 14 | 12 | 50 | 43 | 1,160 | 2 107 | 1 996 | 1,056 |
| 8.   | Fındıklı        | 40,3  | 0,3    | 26 | 12 | 14 | 47 | 48 | 0,980 | 2 055 | 2 088 | 0,984 |
| 9.   | Hatay BB        | 39,76 | 0,76   | 26 | 14 | 12 | 48 | 49 | 0,980 | 2 155 | 2 051 | 1,051 |
| 10.  | Niksar          | 37,2  | 0,2    | 26 | 12 | 14 | 44 | 46 | 0,960 | 2 043 | 2 015 | 1,014 |
| 11.  | Sungurlu        | 31,3  | 0,3    | 26 | 10 | 16 | 38 | 57 | 0,670 | 1 996 | 2 124 | 0,940 |
| 12.  | Bulancak        | 22,76 | 0,76   | 26 | 7  | 19 | 33 | 61 | 0,540 | 1 964 | 2 179 | 0,901 |
| 13.  | Malatya BB      | 14,76 | 0,76   | 26 | 5  | 21 | 25 | 67 | 0,370 | 1 843 | 2 148 | 0,858 |
| 14.  | Payas           | 0,68  | 0,68   | 26 | 0  | 26 | 1  | 78 | 0,010 | 1 160 | 1 970 | 0,589 |

      Qualificata ai play-off promozione.
      Retrocessa.

### Play-off promozione

#### Semifinali

##### Gruppo 1 - Classifica
| Pos. | Squadra  | Pt | G | V | P | SV | SP | Ratio | PF  | PS  | Ratio |
| ---- | -------- | -- | - | - | - | -- | -- | ----- | --- | --- | ----- |
| 1.   | Sorgun   | 7  | 3 | 3 | 0 | 9  | 5  | 1,800 | 313 | 287 | 1,091 |
| 2.   | Bursa BB | 6  | 3 | 2 | 1 | 8  | 5  | 1,600 | 288 | 251 | 1,147 |
| 3.   | Alanya   | 4  | 3 | 1 | 2 | 7  | 8  | 0,880 | 294 | 318 | 0,924 |
| 4.   | Akkuş    | 1  | 3 | 0 | 3 | 3  | 9  | 0,330 | 242 | 281 | 0,861 |

      Qualificata in finale play-off promozione.

##### Gruppo 2 - Classifica
| Pos. | Squadra    | Pt | G | V | P | SV | SP | Ratio | PF  | PS  | Ratio |
| ---- | ---------- | -- | - | - | - | -- | -- | ----- | --- | --- | ----- |
| 1.   | Beşiktaş   | 9  | 3 | 3 | 0 | 9  | 2  | 4,500 | 267 | 217 | 1,230 |
| 2.   | Palandöken | 5  | 3 | 2 | 1 | 7  | 5  | 1,400 | 264 | 264 | 1,000 |
| 3.   | Solhan     | 3  | 3 | 1 | 2 | 4  | 6  | 0,670 | 213 | 229 | 0,930 |
| 4.   | Milas      | 1  | 3 | 0 | 3 | 2  | 9  | 0,220 | 221 | 255 | 0,867 |

      Qualificata in finale play-off promozione.

#### Finale

##### Classifica
| Pos. | Squadra    | Pt | G | V | P | SV | SP | Ratio | PF  | PS  | Ratio |
| ---- | ---------- | -- | - | - | - | -- | -- | ----- | --- | --- | ----- |
| 1.   | Bursa BB   | 8  | 3 | 3 | 0 | 9  | 3  | 3,000 | 278 | 253 | 1,099 |
| 2.   | Beşiktaş   | 5  | 3 | 2 | 1 | 7  | 6  | 1,170 | 284 | 292 | 0,973 |
| 3.   | Sorgun     | 4  | 3 | 1 | 2 | 6  | 6  | 1,000 | 269 | 261 | 1,031 |
| 4.   | Palandöken | 1  | 3 | 0 | 3 | 2  | 9  | 0,220 | 231 | 256 | 0,902 |

      Promossa in Efeler Ligi.